# Kerstin Gäfgen-Track
Kerstin Gäfgen-Track (* 25. April 1959 in Wiesbaden) ist eine deutsche evangelische Theologin. Seit 2003 ist sie Oberlandeskirchenrätin im Landeskirchenamt Hannover, Bevollmächtigte und seit 2024 Leiterin der Geschäftsstelle der Konföderation evangelischer Kirchen in Niedersachsen.

## Leben
Kerstin Gäfgen-Track studierte von 1978 bis 1984 Evangelische Theologie in Neuendettelsau, Erlangen und Tübingen. 1990 promovierte sie. Von 1988 bis 1990 absolvierte Gäfgen-Track ihr Vikariat an der Marktkirche in Hannover. Von 1991 bis 1992 war sie Pastorin in Wennigsen, von 1992 bis 1993 Lehrerin für Religion in Nürnberg. Im Jahr 1993 wurde sie Pfarrerin in Herrieden, dort wirkte sie bis 2001. 2001 wurde sie als Oberkirchenrätin und Dezernentin in das Landeskirchenamt der Evangelisch-lutherischen Landeskirche Hannovers berufen. 2003 folgte durch den Kirchensenat der Landeskirche Hannover ihre Ernennung zur Oberlandeskirchenrätin im Kollegium des Landeskirchenamtes Hannover. Dort ist sie Leiterin der Abteilung 4 (Bildung, Schule, Kinder und Jugend) und war Leitende Referentin für Bildung, Religionsunterricht, Evangelische Schulen, Kinder und Jugend, seit 2016 für Grundsatzfragen der Bildung, evangelische Schulen und für das Religionspädagogische Institut in Loccum. Sie war Bevollmächtigte der Konföderation evangelischer Kirchen in Niedersachsen für Schulfragen und ist seit 2016  Bevollmächtigte der Konföderation für Bildung und Theologie. Seit 2024 ist sie Bevollmächtigte und Leiterin der Geschäftsstelle der Konföderation.
1999 war sie Gastprofessorin am Union Theological Seminary in the City of New York. Von 2003 bis 2009 war sie Mitglied der 10. EKD-Synode.
Am 18. Februar 2013 wurde sie als eine von drei Kandidaten für die Nachfolge von Ulrich Fischer als Landesbischof der Evangelischen Landeskirche in Baden zur Wahl vorgeschlagen. Sie war die erste Frau, die in Baden als Bischöfin kandidierte, unterlag allerdings Jochen Cornelius-Bundschuh.
Als stellvertretende Domdechantin gehört Gäfgen-Track dem Domkapitel Brandenburg an.
Sie war verheiratet mit Joachim Track, bei dem sie auch promoviert wurde.

## Werke
- Literatur von und über Kerstin Gäfgen-Track im Katalog der Deutschen Nationalbibliothek